# Wyspa Świętego Mateusza
Wyspa Świętego Mateusza (ang. St. Matthew Island) – niezamieszkana wyspa na Morzu Beringa, w amerykańskim stanie Alaska, oddalona od stałego lądu o ponad 300 km. Wyspa wchodzi w skład okręgu niezorganizowanego i obszaru spisu powszechnego Bethel.
Na wyspie znajdują się ślady krótkotrwałego osadnictwa kultury Thule z około 1600 roku. W 1766 roku jako pierwszy Europejczyk wyspę dostrzegł rosyjski żeglarz Iwan Sindt, który nadał jej nazwę na cześć apostoła Mateusza Ewangelisty. Podczas II wojny światowej na wyspie znajdował się posterunek US Coast Guard obsługujący radiolatanię należącą do systemu LORAN. W 1980 roku wyspa włączona została do rezerwatu przyrody Alaska Maritime National Wildlife Refuge.